# Municipio de Campbell (Arkansas)
El municipio de Campbell (en inglés: Campbell Township) es un municipio ubicado en el condado de Lawrence en el estado estadounidense de Arkansas. En el año 2010 tenía una población de 5575 habitantes y una densidad poblacional de 52,01 personas por km².

## Geografía
El municipio de Campbell se encuentra ubicado en las coordenadas 36°5′54″N 90°55′58″O / 36.09833, -90.93278. Según la Oficina del Censo de los Estados Unidos, el municipio tiene una superficie total de 107.19 km², de la cual 106.98 km² corresponden a tierra firme y (0.19%) 0.21 km² es agua.

## Demografía
Según el censo de 2010, había 5575 personas residiendo en el municipio de Campbell. La densidad de población era de 52,01 hab./km². De los 5575 habitantes, el municipio de Campbell estaba compuesto por el 96.83% blancos, el 1.76% eran afroamericanos, el 0.27% eran amerindios, el 0.18% eran asiáticos, el 0.02% eran isleños del Pacífico, el 0.18% eran de otras razas y el 0.77% pertenecían a dos o más razas. Del total de la población el 0.9% eran hispanos o latinos de cualquier raza.